# Alma Čardžić
Alma Čardžić (Maglaj, 1968.) je bosanskohercegovačka pjevačica, najpoznatija po eurovizijskim nastupima za BiH na 1994. i 1997.
Prvi veći rezultat je postigla s 15 godina kada je na najjačem amaterskom festivalu "Studentsko ljeto" odnijela pobjedu.
1992. godine nastupa na Jugoviziji, a 1993. se natječe na "BiH natjecanju za pjesmu Eurovizije" gdje se plasirala na drugo mjesto s pjesmom "Svi na ulice". 
Godine 1994., Alma je izabrana da s Dejanom Lazarevićem u duetu predstavlja BiH na "Pjesmi Eurovizije" u Dublinu, gdje osvaja 15. mjesto. Godine 1996. izlazi njen prvi samostalni album pod nazivom "Plavo oko”. Godine 1997. po drugi puta predstavlja BiH na Pjesmi Eurovizije s pjesmom Milića Vukašinovića "Goodbye", te osvaja 18. mjesto. Godine 1998. Alma objavljuje svoj drugi samostalni album pod nazivom "Duša".
2001. godine izlazi Almin treći samostalni album pod nazivom "Malo po malo" .
Na dodjeli drugog BH Oscara održanog 22. siječnja 2004. godine, Alma je osvojila dvije prestižne nagrade i to: "Pjevačica desetljeća" i "Singl godine" (za pjesmu "Dva dana").

## Diskografija
- 1991.- "Mi hoćemo mir" feat. Toni Janković
- 1992.- "Ne daj se Bosno" feat. Selver Brdarić
- 1994.- "Ostani kraj mene" feat. Dejan Lazarević (Pjesma Eurovizije 1994.)”
- 1996.- "Plavo oko”
- 1997.- "Goodbye" (Pjesma Eurovizije 1997.)
- 1998.- "Duša".
- 2001.- "Malo po malo"
- 2004.- "Moje pjesme" (kompilacija)

## Nagrade
- 2004.- BH Oscar, "Pjevačica decenije"
- 2004.- BH Oscar, "Singl godine" (za pjesmu "Dva dana")